# Egon Loebenstein
Egon Loebenstein (* 24. August 1877 in Wien; † 4. Jänner 1962 ebenda) war ein österreichischer Verwaltungsjurist im Bildungsministerium der Monarchie und der ersten Republik und Verfassungsrichter. Loebenstein war von 1920 bis 1938 Sektionsleiter der Sektion für Kultus, Wissenschaft und allgemeine juridische und personelle Angelegenheiten des Ministeriums für Kultus und Unterricht sowie von 1946 bis 1949 Mitglied des österreichischen Verfassungsgerichtshofs.

## Leben
Egon Loebenstein wurde 1877 in Wien geboren und trat am 12. Mai 1901 in den Staatsdienst der damaligen k.u.k Monarchie Österreich-Ungarn ein. 1903 wurde Loebenstein in das Ministerium für Kultus und Unterricht berufen, wo er ab 1911 als Vorstand der Präsidialabteilung tätig war. Mit 7. Februar 1916 wurde er zum Ministerialrat ernannt, mit 22. Oktober 1920 zum Sektionschef. Von 1918 bis 1938 leitete Egon Loebenstein die Sektion für Kultus, Wissenschaft und allgemeine juridische und personelle Angelegenheiten im Ministerium. Ab 1925 wurde er gleichzeitig auch Leiter der Hochschulsektion sowie der Revisionsabteilung der ökonomisch-administrativen Angelegenheiten des mittleren und niederen Unterrichtswesens.
Im Zuge des „Anschlusses“ Österreichs an das nationalsozialistische Deutsche Reich im Jahr 1938 wurde Egon Loebenstein mit 30. April 1938 von den neuen Machthabern in den dauernden Ruhestand versetzt. Nach der Befreiung Österreichs vom Nationalsozialismus und der Wiedererrichtung der Republik im Jahr 1945 wurde Loebenstein zunächst zum Mitglied der Kommission zur Vereinheitlichung und Vereinfachung der österreichischen Rechtsordnung berufen und schließlich mit 1. August 1946 als von der Bundesregierung Figl I vorgeschlagenes Mitglied des Verfassungsgerichtshofs ernannt.
Am Verfassungsgerichtshof wurde Loebenstein in der Folge als ständiger Referent tätig. Nachdem er im Jahr 1947 das nach Art. 147 Abs. 6 B-VG vorgesehene Höchstalter von 70 Jahren erreichte, wurde die Funktionsdauer als Mitglied des Verfassungsgerichtshofes durch ein Bundesverfassungsgesetz vom 10. Dezember 1947 (BGBl. Nr. 11/1948) um zwei Jahre verlängert. Mit 31. Dezember 1949 schied er schließlich als Mitglied aus dem Verfassungsgerichtshof aus.
Egon Loebenstein hatte neun Kinder.